# Rivière-Saint-Jean
Rivière-Saint-Jean es un municipio canadiense situado en la provincia de Quebec.

## Superficie
Rivière-Saint-Jean tiene una superficie de 513,36 km².

## Demografía
En 2021, tenía 227 habitantes, una densidad poblacional de 0,4 hab./km², y 169 viviendas.